# براكين كامشاتكا
براكين كامشاتكا هو حزام بركاني واسع  يقع على شبه جزيرة كامشاتكا تحيط بنهر كامشاتكا والوادي المحيط به بتألف الحزام من 160 بركان,29 منها نشط .
أعلى براكين كامشاتكا هو بركان كلويشيفسكايا سوبكا بارتفاع 4,750م وهو أكبر بركان نشط يقع في نصف الكرة الشمالي , بينما اجملها بركان كرونوتسكي.
بسبب وقوع شبه جزيرة كامشاتكا على الصدع الزلزالي كوريل-كامشاتكا تقع هزات أرضية كبيرة وموجات تسونامي بكثرة ومن أقواها زلزال بقوة 9.3 درجة وقع يوم 16 تشرين الأول-أكتوبر 1737م,وزلزال آخر بقوة 8,2 درجة في 4 تشرين الثاني-نوفمبر 1952. كما وقعت زلازل آخرى أقل حدة في أبريل 2006.

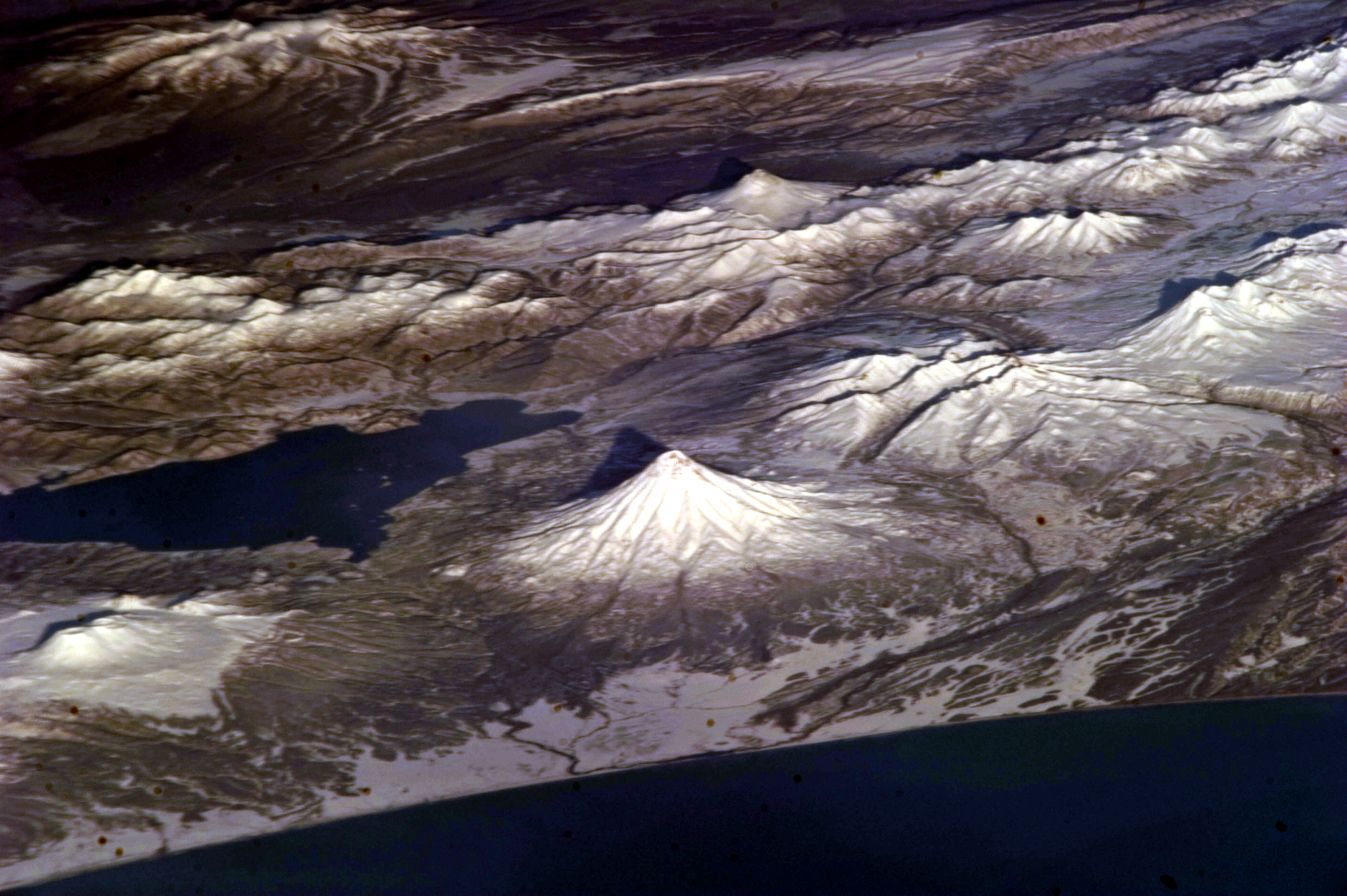
صورة فضائية لبركان كامشاتكا وهو مُغطى بالثلج.